# Stylidium diuroides
Stylidium diuroides este o specie de plante dicotiledonate din genul Stylidium, familia Stylidiaceae, ordinul Asterales.

## Subspecii
Această specie cuprinde următoarele subspecii:
- S. d. diuroides
- S. d. nanum
- S. d. paucifoliatum